# خانم چاترجی علیه نروژ
خانم چاترجی علیه نروژ (انگلیسی: Mrs Chatterjee Vs Norway) یک فیلم درام هندی به نویسندگی راهول هاندا و سامیر ساتیجا و کارگردانی آشیما چیبر با بازی رانی موکرجی در نقش اصلی است. این فیلم داستان واقعی یک زوج هندی است که در سال ۲۰۱۱، خدمات رفاهی نروژ فرزندانشان را از آنها گرفتند.  در حال حاضر برای اکران در سینماها در ۱۷ مارس ۲۰۲۳ برنامه‌ریزی شده‌است.

## تولید
فیلمبرداری از فیلم در اوت ۲۰۲۱ آغاز شد. و در  ۱۸ اکتبر ۲۰۲۱ به پایان رسید.